# Gebed om Kalmte
Het Gebed om Kalmte (in het Engels: the Serenity Prayer) is een bekend gebed uit de christelijke traditie, geschreven door de theoloog Reinhold Niebuhr. Het wordt in vele contexten toegepast, maar is vooral bekend door het gebruik in de programma's van Anonieme Alcoholisten en andere Twaalfstappenprogramma's. 

De meest gebruikte vorm in het Engels is: 
God, grant me
the serenity to accept the things I cannot change,
courage to change the things I can,
and wisdom to know the difference.

Een veelgebruikte Nederlandse vertaling is: 
God, schenk me
kalmte om te aanvaarden wat ik niet kan veranderen,
moed om te veranderen wat ik wel kan veranderen
en wijsheid om het verschil hiertussen te zien.
Het gebed werd wel toegeschreven aan Thomas van Aquino, Augustinus, Franciscus van Assisi en diverse anderen, ook buiten de christelijke traditie. Niebuhr begon het gebed in 1934 te gebruiken in kerkdiensten waarin hij voorging, dat werd mondeling overgedragen en won aan populariteit; Niebuhr zelf publiceerde in 1951 voor het eerst een versie.